# Završje Belečko
Završje Belečko is een plaats in de gemeente Zlatar in de Kroatische provincie Krapina-Zagorje. De plaats telt 65 inwoners (2001).